# آخرین روزهای یک محکوم به اعدام
آخرین روز یک محکوم به اعدام (به فرانسوی: Le Dernier Jour d'un Condamné)، نام یک کتاب رمان کوتاه ادبی از ویکتور هوگو نویسندهٔ فرانسوی است؛ که برای نخستین‌بار در سال ۱۸۲۹ منتشر شدو یکی از آثار مشهور ادبی جهان به‌شمار می‌رود. این رمان تفکر مردی محکوم به مرگ را بازگو می‌کند. ویکتور هوگو این رمان را در نفی و تقبیح حکم اعدام نوشت. 
این کتاب در سال ۱۳۹۷ بعد از سال‌ها با ترجمه بنفشه فریس‌آبادی و توسط نشر چشمه با عنوان «آخرین روز یک محکوم» به بازار کتاب برگشت. در نسخه منتشر شده توسط نشر چشمه، علاوه بر رمان آخرین روز یک محکوم، داستان «کلود بی‌نوا» و نیز ترجمه مقدمه‌ رمان که خطابه مفصل هوگو علیه حکم اعدام است نیز برای اولین بار در ایران منتشر شده است.

## پیدایش
ویکتور هوگو چندین بار چشم‌انداز گیوتین را دیده و خشمگین و عصبی بود که جامعه می‌توانست از آن استفاده کند. یک روز پس از عبور از "Place de l'Hotel de Ville" جایی که یک محکوم به اعدام در انتظار یک اعدام از پیش برنامه‌ریزی شده بود، هوگو شروع به نوشتن "آخرین روز یک محکوم" کرد و به سرعت این رمان را به پایان رسانید. این کتاب در فوریه ۱۸۲۹ توسط انتشارات چارلز گوسلین بدون نام نویسنده منتشر شد. با وجود این، سه سال بعد، در تاریخ ۱۵ مارس ۱۸۳۲، هوگو داستان خود را با پیشینه طولانی و امضای خود تکمیل کرد.

## چکیده داستان
مردی که در قرن نوزدهم در فرانسه توسط گیوتین محکوم به مرگ شده‌است، در حالی که منتظر اعدام است، اندیشه و تفکرات، احساسات، و ترس خود را دربارهٔ اعدام می‌نویسد. نوشتهٔ او تغییر روحیهٔ خود را نسبت به جهان خارج از سلول زندان در طول زندان خود نشان می‌دهد و زندگیش را در زندان توصیف می‌کند، داستان با ورود یک کشیش به زندان برای طلب بخشش و توبه توسط زندانی و گفتگوهایی که بین آن‌ها به وقوع می‌پیوندد؛ ادامه می‌یابد. او نام او را به آنچه که او را به آن نام صدا می زدند (همچون، جنایت کار، قاتل، مجرم و ...) صدا نمی‌کند، اما به‌طور مبهمی اشاره می‌کند که او کسی را کشته است.
در روز اعدام او دختر سه ساله خود را برای آخرین بار می‌بیند، اما او دیگر او را به رسمیت نمی‌شناسد و دخترش به وی می‌گوید که پدرش مرده است.
در این رمان، فردی که به اعدام محکوم شده‌است به شدت خواستار عفو و بخشش مردم است تا بتواند بار دیگر همچون یک شهروند خوب و به دور از جرم و جنایت به زندگی خود در کنار دخترش ادامه دهد، چرا که دخترش اکنون به جز او کسی را در این دنیا ندارد؛ اما مردم به شدت از وی متنفر هستند و خواستار آن هستند که هر چه زودتر او اعدام شود.